# 80 км (зупинний пункт, Придніпровська залізниця)
80 кіломе́тр — пасажирський залізничний зупинний пункт Дніпровської дирекції Придніпровської залізниці на електрифікованій лінії Роз'їзд № 5 — Павлоград I  між станціями Богуславський (15 км) та Миколаївка-Донецька (13 км). Розташований в селі Дмитрівка Синельниківського району Дніпропетровської області.

## Пасажирське сполучення
Раніше на платформі 80 км зупинялися приміські електропоїзди до станцій Авдіївка, Покровськ та Лозова.
До початку бойових дій, в ході повномасштабного російського вторгнення в Україну, через зупинний пункту курсував лише приміський електропоїзд сполученням Лозова — Покровськ. 